# Elezioni parlamentari in Turchia del 1931
Le elezioni parlamentari in Turchia del 1931 si tennero il 25 aprile per il rinnovo della Grande Assemblea Nazionale Turca. L'affluenza alle urne si attestò all'88%.
Il Partito Popolare Repubblicano (CHP) costituiva il partito unico del Paese e provvedeva alla designazione dei singoli candidati. Nonostante il regime di monopartitismo, trenta seggi furono riservati a candidati indipendenti, purché "repubblicani, nazionalisti e sinceri".